# Mike Patton
Michael Allen Patton (* 27. ledna 1968 Eureka, Kalifornie) je americký zpěvák, skladatel, producent a herec, který byl nominován na Cenu Grammy. Nejvíce ho proslavila jeho spolupráce s rockovou kapelou Faith No More v letech 1988–1998 a po roce 2000. Pattonův hlasový rozsah je neuvěřitelných 6 a půl oktáv.

## Život

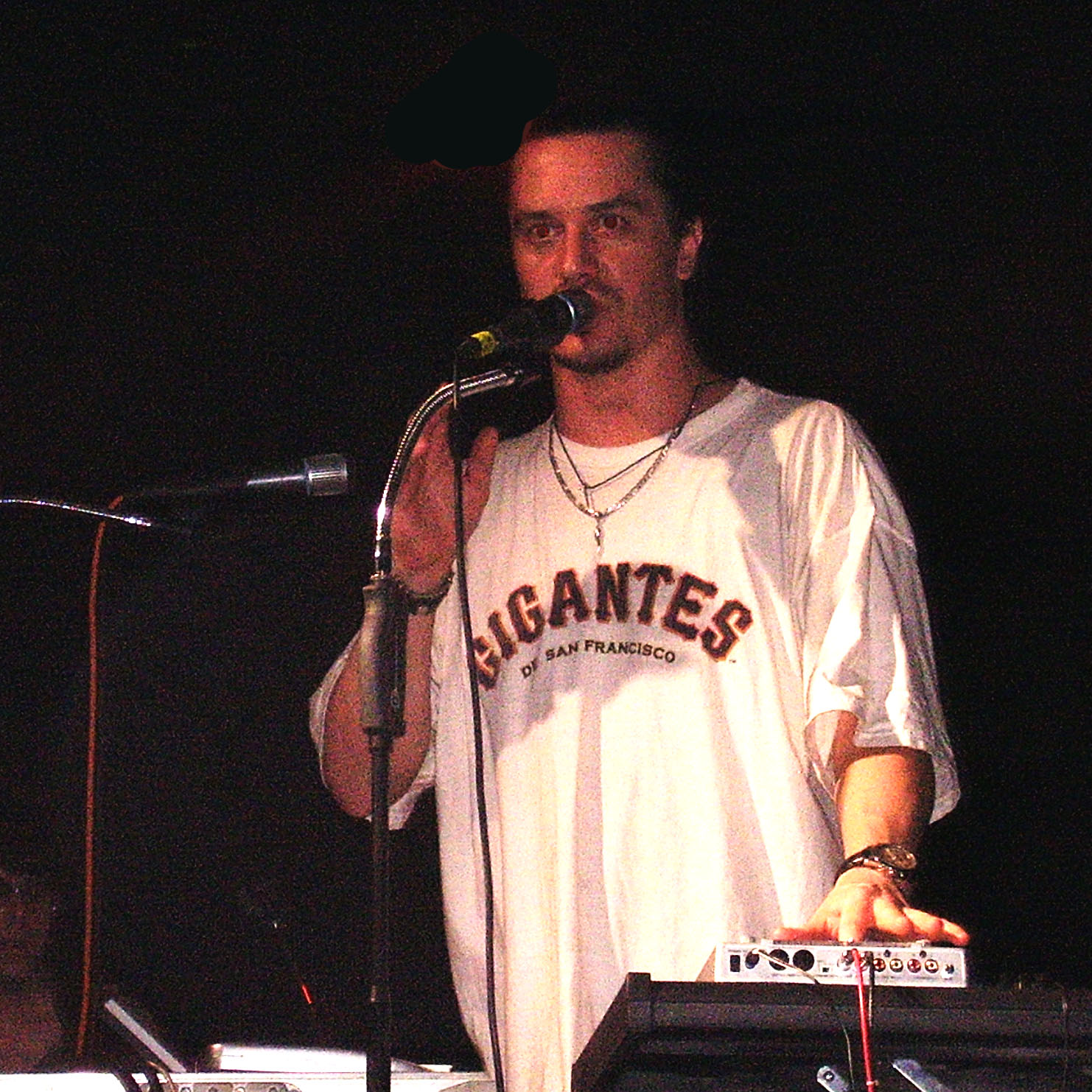
Mike Patton s kapelou Tomahawk v Bologni.

Mike Allan Patton Narodil se v Eureka, Kalifornie.
Během puberty v sobě objevil hudební talent, a proto založil s partou přátel kapelu s kontroverzním názvem - Turd (hovno).
V patnácti letech založil společně se spolužáky ze střední školy svou první kapelu Mr. Bungle.
Studoval na Humboldt State University anglickou a americkou literaturu.
Ale opustil ji v roce 1988, kdy měl možnost nahradit Chucka Mosleyho, zpěváka Faith No More, aby dodělal vokály k už téměř natočenému albu The Real Thing.
Mika oslovili poté, co ho náhodou zaslechli na jedné z kazet středoškolské skupiny Mr. Bungle. Už o rok později se Faith No More díky singlu Epic, který byl na MTV velmi populární, stali hvězdami doslova přes noc.
Pak následovala léta, během kterých se Mike k nepoznání změnil - z máničky v elegána.
Už před tím, než Faith No More oficiálně oznámili svůj konec v roce 1998, dával dohromady novou kapelu. Baskytaristu Trevora Dunna a kytaristu Melvins Buzze Osbornea už sice znal, ale Davu Lombardovi z veteránů Slayer, o kterém se před pár lety ještě mluvilo jako o nejrychlejším bubeníkovi planety, nabídl vstup do metalového Fantômasu na slepo.
O stylu Fantômasu řekl:
„Jazyk, který jsme si vyvinuli, spočívá v tom, že jsme si řekli: ‚Dobře, použiju tyhle věci, se kterými jsem vyrůstal, jako heavy metal, hardcoreové rify, věci, které jsme dřív slýchávali. Ale zorganizuju je neobvyklým způsobem. Nechci z nich vytvářet písně. Nechci mít žádné texty. Nechci zpívat tradičním způsobem, můj hlas bude fungovat jako druhá kytara.‘ Jsou to jednoduchá pravidla, ale s tímhle málem jde udělat hodně věcí.“[zdroj?]
Mike se domluví kromě rodné angličtiny i italsky, španělsky, portugalsky a německy. Těchto svých bohatých jazykových znalostí využívá často v textech svých písní.
Zahrál si také hlavní dvojroli v noirovém filmu Firecracker režiséra Steva Baldersona po boků herců jako jsou Dennis Hopper, Deborah Harry, Karen Black, James Russo, Joe Dallesandro. Tento film byl přes všechny potíže dokončen v roce 2004. Nebyl to ale první případ, kdy se Patton poprvé ztotožnil s filmovou postavou. Již v klipu Faith No More k The Last Cup of Sorrow parafrázoval postavu Jamese Stewarta, Scottieho, ze snímku Vertigo.

### Rodina a osobní život
V roce 1994 se oženil s italskou umělkyní Titi Zuccatosta, s kterou vlastnil dům v Bologni. Střídavě žil v Itálii a v Kalifornii. Manželství zkrachovalo po 7 letech a jak později zpěvák uvedl, za rozchod mohla především jeho pracovní vytíženost. Nyní žije v San Franciscu.[zdroj?]
Jeho pravá ruka je trvale necitlivá od incidentu na jevišti během jeho třetího koncertu s Faith No More v roce 1988, kde ho náhodou zasáhla rozbitá láhev od piva a pořezala mu několik šlach a nervů. Od té doby v ní nemá žádný cit.

## Řekli o Miku Pattonovi
"Velká část z vás si jej pamatuje jako křepčícího mladíka, který zběsile hází podholenou mařenou, navlečen do duhově barevné mikiny a boxerských rukavic v amerických barvách, a vysoko posazeným hlasem ječí z televize, že když to chceme všechno, nemůžeme to mít. Ještě více z vás ho bude znát jako charismatického frontmana s hlasovým rozsahem větším než má mnoho absolventů konzervatoře a typickým řídkým teenagerským knírkem, kterému se v americkém slangu neřekne jinak než „dirt lip“. A téměř všichni si musí pamatovat elegána v obleku s ulíznutými vlasy dozadu, libujícího si v hlubokých tónech, kterak svým hlasem rozechvívá pódium trutnovského Bojiště." Toby T. Tucker

## Diskografie

### SFaith No More
- 1989 - The Real Thing
- 1989 - Kerrang! Flexible Fiend 3. Byl přiložený v časopise, Faith No More představuje Sweet Emotion (ranou verzi The Perfect Crime).
- 1990 - Live at the Brixton Academy obsahuje dvě studiové nahrávky z The Real Thing. Zahrnuje The Grade od Jima Martina a The Cowboy Song.
- 1991 - Neskutečná cesta Billa a Teda - Soundtrack (Faith No More zahráli The Perfect Crime)
- 1992 - Angel Dust
- 1993 - Songs To Make Love To
- 1993 - Rozsudek noci - Soundtrack od Faith No More & Boo-Yaa TRIBE hráli Another Body Murdered.
- 1995 - King for a Day… Fool for a Lifetime
- 1995 - Metallurgy, Vol. 1 od různých umělců, Faith No More zde uvedli Engove (Caffeine).
- 1997 - Album of the Year
- 1998 - Plagiarism od Sparks, Faith No More zahráli v This Town Ain't Big Enough For The Both Of Us and Something For The Girl With Everything
- 1998 - Du riechst so gut '98 - EP od Rammstein, kde Faith No More zremixovali skladbu.
- 1998 - Who Cares a Lot? (kompilace)
- 2003 - This Is It: The Best of Faith No More (kompilace)
- 2005 - Epic And Other Hits (kompilace)
- 2005 - The Platinum Collection (kompilace)
- 2015 - Sol Invictus
  - Mike Patton nahrál několik bonusových skladeb s Faith No More, které byly dostupné na verzích neprodávaných ve USA: As the Worm Turns (Verze Mika Pattona), Absolute Zero, Evidence (Spanish Version), Light Up and Let Go, The Big Kahuna, Greenfields, I Wanna Fuck Myself a Spanish Eyes.

### SMr. Bungle
- 1986 - The Raging Wrath of the Easter Bunny
- 1987 - Bowel of Chiley
- 1988 - Goddammit I Love America
- 1989 - OU818
- 1991 - Mr. Bungle
- 1995 - Disco Volante je odborníky považována za nejzáhadnější výtvor hudební scény 90. let, protože se autoři snažili vytvořit směs všech hudebních stylů.
- 1999 - California
- 2020 - The Raging Wrath of the Easter Bunny Demo

### SFantômas

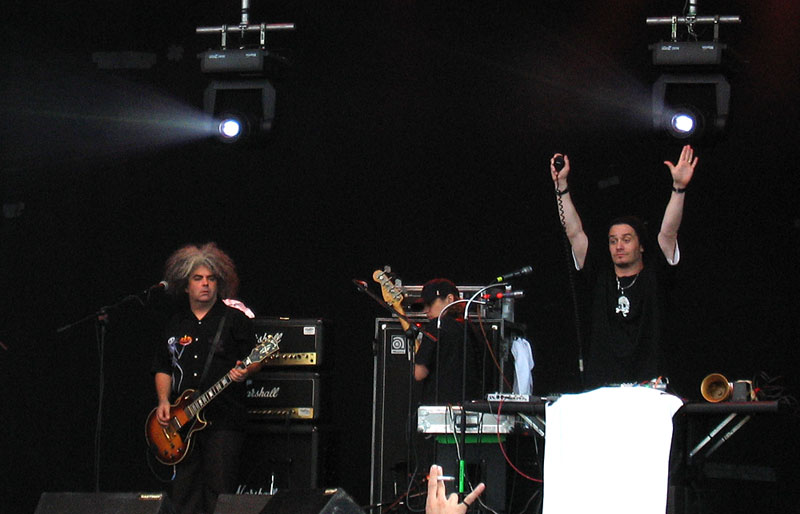
Mike Patton s Fantômas, Turku, Finsko, 2005.

- 1998 - Great Jewish Music: Marc Bolan od různých umělců, kde Patton zpíval a hrál na všechny nástroje jako fantomas v Chariot Choogle.
- 1999 - Fantômas
- 2001 - The Director's Cut
- 2002 - Millennium Monsterwork 2000 od The Fantômas Melvins Big Band.
- 2002 - Wanna Buy A Monkey?od Dan The Automator, Intro obsahuje hudbu od Fantômas.
- 2003 - Masada Anniversary Edition Vol. 3: The Unknown Masada od Johna Zorna, Fantômas uvádí Zemaraim.
- 2004 - Delìrium Còrdia
- 2005 - Suspended Animation
- 2005 - Who Is It/Where Is The Line Mixes 12" Vinyl od Björk, Side B obsahuje remix Where Is The Line od Fantômas.
- 2005 - Fantômas/Melt-Banana Split Vinyl 5" Single/Square Shaped 3" CD, kde Fantômas zahráli Animali In Calore Surriscaldati Con Ipertermia Genitale.

### STomahawk
- 2001 - Tomahawk
- 2003 - Mit Gas
- 2007 - Anonymous
- 2013 - Oddfellows

### SPeeping Tom
- 2006 - Mojo Exclusive EP, kde hrál v skladbě Preschool, která se neobjevila na albu.
- 2006 - Peeping Tom je album s příspěvky Mika Pattona pro tyto hudebníky: Odd Nosdam, Doseone a Jel of anticon, Rahzel, Dan the Automator, Amon Tobin, Kool Keith, Massive Attack, Bebel Gilberto, Kid Koala, Norah Jones, Dub Trio a pro jiné.
- 2007 - We're Not Alone - Single obsahuje We're Not Alone (Dan the Automator), ale jde o odlišnou verzi než je nahrávka na albu.

### SJohnem Zornem
- 1992 - Elegy, zahrnuje Pattonův zpěv ve své hlasově nejextrémnější poloze, která je ke slyšení na raných albech Mr. Bungle.
- 1998 - Weird Little Boy od Johna Zorna, Chrise Cochrane, Trey Spruance, Pattona a Williama Winanta.
- 1999 - Music Romance, Vol. 2: Taboo and Exile, kde Patton zpíval Bulls-Eye.
- 2000 - The Big Gundown: John Zorn Plays The Music of Ennio Morricone je obohaceno o Pattonův zpěv v The Ballad of Hank McCain.
- 2001 - The Gift s Pattonovým zpěvem v Bridge to the Beyond.
- 2002 - Hemophiliac (Tzadik Limited Edition) od skupiny Hemophiliac.
- 2002 - I.A.O., kde Patton přispěl zpěvem v Leviathan.
- 2003 - Masada Anniversary Edition Vol. 2: Voices in the Wilderness od různých umělců, Patton zde zpíval a hrál na klávesy v skladbě Kochot.
- 2004 - 50th Birthday Celebration Volume Six od skupiny Hemophiliac.
- 2005 - 50th Birthday Celebration Volume Twelve od skupiny Painkiller, jako speciální host zde vystupuje Mike Patton.
- 2005 - The Complete Studio Recordings od kapely Naked City, která na tomto albu uvedla Pattonovu novou verzi Grand Guignol.
- 2006 - The Stone: Issue One od Johna Zorna, Dava Douglase (trumpetista, Pattona, Billa Laswella, Roba Burgera a Bena Perowského.
- 2006 - Moonchild vytvořeno Johnem Zornem. Obohaceno přispěním Pattona, Trevora Dunna, Joeyho Barona.
- 2006 - Astronome bylo podpořeno Pattonem, Trevorem Dunnem, Joeym Baronem.
- 2007 - Six Litanies for Heliogabalus s Pattonem, Trevorem Dunnem, Joeyem Baronem, Ikue Mori a Jamiem Saftem.
- 2011 - A Dreamers Christmas Patton poskytl vokál ke dvěma skladbám
- 2014 - The Song Project Vinyl Singles Edition Patton hostuje na několika skladbách
- 2015 - The Song Project Live at Le Poisson Rouge Patton hostuje na několika skladbách

### S jinými kapelami
- 1999 - She od Maldoror - Patton a Merzbow.
- 2001 - Music to Make Love to Your Old Lady By od kapely Lovage - Patton, Dan the Automator a Jennifer Charles.
- 2002 - Irony is a Dead Scene od The Dillinger Escape Plan s Mikem Pattonem.
- 2004 - Romances od Kaada a Pattona.
- 2005 - General Patton vs. The X-Ecutioners od Pattona a The X-Ecutioners.

## Spolupráce na albech
- 1995 - Burn or Bury od Milk Cult, Patton zpíval se skladbě Psychoanalytwist.
- 1996 - Roots od Sepultury, Patton zpíval ve skladbě Lookaway.
- 1997 - Blood Rooted od Sepultury, Patton zpíval ve skladbě, na jejíž tvorbě se podílel: Mine. Jeho hlas se objevil i v remixu skladby Lookaway.
- 1997 - Great Jewish Music: Burt Bacharach od různých umělců, zde Patton zpíval a hrál na klávesy spolu s Davidem Slusserem ve skladbě She's Gone Away.
- 1997 - Great Jewish Music: Serge Gainsbourg od různých umělců. Na této desce Patton zpíval a hrál na různé hudební nástroje v písni Ford Mustang.
- 1997 - Fear No Love od Bob Ostertag je obohacena hlasem Mika Pattona ve skladbě The Man in the Blue Slip a The Man in the Blue Slip.
- 1997 - AngelicA 97 od různých umělců. Kde Patton přispěl skladbou Romance For A Choking Man/Woman (s Marie Goyette) a skladbou cudegokalalumosospasashatetéwaot.
- 1998 - Charlie od Melt-Banana. Členové kapely Mr. Bungle zpívali v Area 877.
- 1999 - Memory Is An Elephant od Tin Hat Trio, Patton zpíval na skryté skladbě Infinito.
- 1999 - Tribus od Sepultury, Patton zpíval ve skladbě, na jejíž tvorbě se podílel, The Waste.
- 1999 - No Coração dos Deuses - Soundtrack hrál Procura O Cara s členy Sepultury.
- 1999 - Song Drapes od Jerry Hunt, Patton se podílel otextováním a zazpíváním na skladbě Song Drape 7/I Come.
- 2000 - The Crybaby od Melvins, Patton zpíval a hrál ve skladbě G.I. Joe.
- 2000 - Great Phone Calls od Neil Hamburger, Patton účinkoval na Music of the Night.
- 2000 - Down With The Scene od Kid 606, Patton přispěl zpěvem na Secrets 4 Sale.
- 2002 - Rise Above: 24 Black Flag Songs to Benefit the West Memphis Three od různých hudebníků, Patton se podílel na Six Pack.
- 2003 - Patton zpíval v Koolade (původně nazvané „Kool-Aid Party“), nevydané skladbě původně nahrané pro album Team Sleep.
- 2004 - Virginal Co Ordinates od Eyvind Kang, Patton zpíval a podílel se na elektronickém ztvárnění skladeb.
- 2004 - Medúlla od Björk, Patton účinkoval v písních Pleasure Is All Mine a Where Is The Line.
- 2004 - White People od Handsome Boy Modeling School, kde Patton spolupracoval na písni Are You Down With It?.
- 2004 - album The End of the Fear of God od různých umělců, na kterém Patton zpíval duet s Kid 606 v Circle A.
- 2005 - Crime and Dissonance od Ennio Morricone, sestaveno Alanem Bishopem z Sun City Girls s komentářem Mika Pattona.
- 2005 - Toto Angelica od Alvin Curran, obsahuje útržky z Festivalu Angelica, zahrnující vystoupení Mika Pattona v 1997.
- 2005 - Oceanic: Remixes/Reinterpretations od Isis, bylo obohaceno o Pattonovu verzi Maritime.
- 2005 - Burner od Odd Nosdam, kde Patton účinkoval v 11th Ave Freakout Pt 2.
- 2005 - Wei-Wu-Wei od Corleone: Roy Paci, Patton zpíval Tutto diventerà rosso.
- 2006 - Wishingbone od Subtle, Patton účinkoval v Long Vein of the Voice.
- 2006 - New Heavy od Dub Trio, kde Patton se podílel na Not Alone.
- 2006 - Trouble – The Jamie Saft Trio Plays Bob Dylan od Jamie Saft Trio, zpíval v Ballad of a Thin Man.
- 2006 - Quero Saber od Carla Hassett, duet s Pattonem v Julia.
- 2007 - Athlantis od Eyvinda Kanga, Patton si zde zazpíval.
- 2007 - Vein je remixované album (zatím nevyšlo) od Foetus, kde Mike Patton účinkuje.

### Sólová alba
- 1996 - Adult Themes for Voice obsahuje 44 témat pro sólový hlas s různými deformacemi (zpravidla dlouhých kolem jedné minuty) a představuje posluchačsky nejnepřístupnější album, co za celou svou kariéru vytvořil.
- 1997 - Pranzo Oltranzista
- 2010 - Mondo Cane - kolekce jedenácti klasických italských popových skladeb z 60. let v úpravě pro orchestr.

## Dabing videoher
- 2007 – The Darkness – Voice of The Darkness (Starbreeze Studios)
- 2007 – Portal – Voice of the Anger Core (Valve Software)
- 2008 – Left 4 Dead – Infected voices, Smoker, Hunter (Valve Software)
- 2009 – Bionic Commando – Voice of Nathan Spencer – the Bionic Commando (Capcom)
- 2009 – Left 4 Dead 2 – Infected voices, Smoker, Hunter (Valve Software)
- 2012 – The Darkness II – Voice of The Darkness (Digital Extremes)
- 2016 – Edge of Twilight – Return to Glory – Vocals for Lithern and Creatures (FUZZYEYES)